# باول مارتن بيرسون
باول مارتن بيرسون (بالإنجليزية: Paul Martin Pearson)‏ هو سياسي أمريكي، ولد في 22 أكتوبر 1871 في ليتشفيلد في الولايات المتحدة، وتوفي في 26 مارس 1938 في سان فرانسيسكو في الولايات المتحدة. انتخب حاكم جزر العذراء الأمريكية ‏ (1931 – 1935).